# Porotrichum usagarum
Porotrichum usagarum là một loài Rêu trong họ Neckeraceae. Loài này được Mitt. miêu tả khoa học đầu tiên năm 1886.